# Diaptomus tyrrelli
Diaptomus tyrrelli är en kräftdjursart som beskrevs av Poppe. Diaptomus tyrrelli ingår i släktet Diaptomus och familjen Diaptomidae. Inga underarter finns listade i Catalogue of Life.